# Melissa Ryan
Melissa „Missy“ C. Ryan, geboren als Melissa Schwen, (* 17. Juli 1972 in Bloomington, Indiana) ist eine US-amerikanische Ruderin, die zwei olympische Medaillen gewann.

## Sportliche Karriere
Die 1,72 m große Melissa Schwen begann schon mit dem Rudersport. Sie ruderte an der Georgetown University und an der Indiana University Bloomington. Ihre kurze internationale Karriere begann bei den Weltmeisterschaften 1995, als sie zusammen mit Karen Kraft im Zweier ohne Steuerfrau antrat. Die beiden Amerikanerinnen gewannen die Silbermedaille hinter den Australierinnen Kate Slatter und Megan Still. Bei den Olympischen Spielen 1996 in Atlanta gewannen sowohl die Australierinnen als auch die Amerikanerinnen ihren Vorlauf. Im Halbfinale siegten Kraft und Schwen mit drei Sekunden Vorsprung vor den Australierinnen, im Finale gewannen Still und Slatter mit 39 Hundertstelsekunden Vorsprung.
Nach vier Jahren Pause und ihrem Namenswechsel durch Heirat startete Melissa Ryan zusammen mit Karen Kraft 2000 im Ruder-Weltcup, die beiden belegten in Luzern den fünften Platz. Bei den Olympischen Spielen qualifizierten sie sich über den Hoffnungslauf für das Finale. Dort kämpften die Amerikanerinnen gegen Kate Slatter und deren neue Partnerin Rachael Taylor um die Medaillen hinter den Rumäninnen Georgeta Damian und Doina Ignat. Die Rumäninnen siegten mit anderthalb Sekunden Vorsprung, dahinter lagen die Australierinnen 44 Hundertstelsekunden vor Kraft und Ryan.